# Arc diürn

Arc diürn en diverses èpoques de l'any: el disc verd representa la Terra per a l'observador, el disc blau l'eclíptica i les circumferències verdes i vermella la trajectòria aparent del Sol per l'observador en diferents dies de l'any

S'anomena arc diürn o «línia de declinació» a l'arc de la circumferència de l'esfera celeste que recorre el Sol sobre l'horitzó, des de l'alba fins a l'ocàs. Es divideix en arcs de 15º cadascun que defineixen el nombre d'hores de llum d'un dia solar. A l'estiu, l'arc és major de 180°, per això els dies augmenten en hores de llum —són més llargs— i en el dia del solstici d'estiu és dona el valor màxim. En els equinoccis l'arc té 180° (arc diürn igual al nocturn), i va disminuint per sota els dies d'hivern fins al solstici d'hivern. El seu valor és complementari a l'arc nocturn.

## Formulació
Coneixent la latitud d'un lloc determinat, {\displaystyle \varphi }, i la declinació solar, {\displaystyle \delta }, es pot calcular mitjançant la fórmula:
{\displaystyle \cos \alpha _{\delta }=-\tan \varphi \tan \delta }
On {\displaystyle \alpha _{\delta }}, és el valor del valor de l'arc diürn, mesurat en graus.
Aquest valor canvia cada dia de l'any al variar el valor de la declinació solar. Durant els equinoccis el valor de la declinació solar és zero i així doncs {\displaystyle \alpha _{\delta }} és igual a 180°, i en els solsticis, el valor de la declinació solar és igual a l'obliqüitat de l'eclíptica ({\displaystyle \pm \epsilon }); per exemple, l'any 2011 va ser de 23° 26 '16 ". Cada dia de l'any, el Sol té un valor de declinació i el seu valor se sol determinar en taules presents en els almanacs astronòmics o nàutics. La divisió en dotzenes parts proporciona el sistema d'hores temporàries.
Els valors de l'arc diürn es coneixien ja en l'època d'Alfons X el Savi.

## Usos
El valor de l'arc diürn s'empra en molts camps de la ciència i la tecnologia entès {\displaystyle \alpha _{\delta }} com la secció d'un arc mesurat en graus que, en ser dividit en fraccions de 15º, proporciona el nombre d'hores que el Sol es trobarà sobre l'horitzó. Aquest valor —el nombre d'hores solars d'un dia—, es pot esbrinar per a un lloc determinat coneixent la seva posició (latitud) i el dia de l'any (declinació solar).